# 클라라 주미 강
클라라 주미 강(1987년 ~ , 한국 본명: 강주미)은 한국계 독일의 바이올린 연주자이다.

## 학력
- 한스아이슬러음악대학교
- 줄리어드스쿨 음악학교
- 만하임대학교
- 한국예술종합학교 예술사 학사

## 수상경력
- 2015 차이코프스키 콩쿠르 4위
- 2013 제6회 금호음악인상
- 2013 제7회 대원음악상 연주상
- 2012 동아일보사 한국을 빛낼 100인에 선정
- 2010 제 8회 인디애나폴리스 국제 바이올린콩쿠르 우승 (5개의 특별상)
- 2010 제 4회 일본 센다이 국제 음악콩쿠르 바이올린부문 우승
- 2009 독일 하노버 국제 바이올린콩쿠르 2위
- 2009 서울 국제 음악콩쿠르 우승
- 2007 스위스 티보바가 국제콩쿠르 3위

## 연주

### 협연
라이프치히 게반트하우스, 함부르크 교향악단, 키엘 필하모닉, 니스 필하모닉, 아틀란타 교향악단, 코리안 챔버 앙상블, 드레스덴 카펠졸리스텐, 뉴저지 교향악단, 인디아나폴리스 교향악단, 산타페 교향악단, 도쿄 메트로폴리탄 오케스트라, 나고야 필하모닉, 센다이 필하모닉, 히로시마 교향악단, 카나자와 오케스트라, 타이페이 국립 교향악단, 모스크바 필하모닉, 서울시향, KBS 교향악단, 부천시향, 수원시향, 비엔나 쳄버 오케스트라, 스위스 로망드 오케스트라, 생 페테르부르크 필하모닉, 크레머라타 발티카, 모스크바 비르투오지, 마린스키 오케스트라, 뉴 재팬 필하모닉, 베를린 바로크 솔로이스츠, 마카오 필하모닉, 쾰른 쳄버 오케스트라, 강남 심포니 오케스트라, 화음 쳄버 오케스트라, 오사카 필하모닉,NHK 심포니,NCPA 교향악단,로테르담 필하모닉, 차이코프스키 심포니, 노바야 로시야 심포니, 세종 솔로이스츠, 라이니셰 필하모닉, 러시안 내셔널, 포즈난 필하모닉,도쿄 필하모닉, 벨기에 국립 교향악단, 내셔널 필하모닉 오브 러시아, 통영 페스티벌 오케스트라, 네이플스 필하모닉, 노보시비르스크 필하모닉, NDR 하노버, 뮌헨 챔버, 홍콩 신포니에타, 굴벤키언 오케스트라

### 리사이틀
- 2011 강주미의 바이올린 무한독주
- 2011/12 카네기홀 리사이틀
- 2012 클라라 주미 강 & 벤 킴 듀오 리사이틀
- 2013 클라라 주미 강 & 손열음 듀오 콘서트
- 2014 클라라 주미 강 리사이틀
- 2016 클라라 주미 강 & 손열음 듀오 콘서트

## 음반
2011 《모던 솔로 Modern Solo》